# 響声破笛丸
響声破笛丸（きょうせいはてきがん）は漢方処方の一つ。明の時代に著された『万病回春』に収録されている。

## 効果・効能
のどを酷使することによる声のかすれや、のどの不快感に使用される。体力にかかわらず使用することができるが、元々声量の少ない気虚の者が使用するとかえって悪化し、声がかすれる場合がある。一般用漢方製剤承認基準に収録されており、日本の公的医療保険制度の適用が可能である。

## 組成
連翹 2.5、桔梗 2.5、甘草 2.5、大黄 1、縮砂 1、川芎 1、訶子 1、阿仙薬 2、薄荷葉 4

## 副作用
皮膚の発疹・発赤・かゆみ、食欲不振、胃部不快感、下痢、腹痛が起きる場合がある。まれに偽性アルドステロン症、ミオパチーが起きることがある。アルドステロン症、低カリウム血症、ミオパチーの患者への投与は禁忌である。

## 製薬会社
日本漢方生薬製剤協会に加盟するジェーピーエス製薬、北日本製薬、松浦薬業などが販売する。和漢薬研究所の「ササクールA」や、小林製薬の「コエキュア」も、響声破笛丸を主成分とする。